# Bujaków (powiat bielski)
Bujaków – wieś w Polsce położona w województwie śląskim, w powiecie bielskim, w gminie Porąbka.
Wieś królewska starostwa oświęcimskiego w powiecie śląskim województwa krakowskiego w końcu XVI wieku.

## Geografia
Leży na północnych stokach Beskidu Małego i Pogórzu Śląskim, nad potokiem Węgierka. Najwyższym punktem miejscowości jest szczyt Bujakowski Groń. Miejscowość sąsiaduje z Międzybrodziem Bialskim, Kobiernicami, Kozami, Porąbką i Kętami.

### Części wsi
| SIMC    | Nazwa          | Rodzaj    |
| ------- | -------------- | --------- |
| 0064388 | Baściki        | część wsi |
| 0064394 | Bujaków Dolny  | część wsi |
| 0064402 | Bujaków Górny  | część wsi |
| 0064419 | Bujaków-Zachód | część wsi |
| 1000321 | Morcinki       | część wsi |

## Historia
Miejscowość po raz pierwszy wzmiankowana w 1444 roku jako Bujakuov. W dokumencie sprzedaży księstwa oświęcimskiego Koronie Polskiej przez Jana IV oświęcimskiego wystawionym 21 lutego 1457 roku miejscowość wymieniona została jako Buyakow. W alfabetycznym spisie miejscowości na terenie Śląska wydanym w 1830 roku we Wrocławiu przez Johanna Knie wieś występuje pod obecnie używaną, polską nazwą Bujakow.
Według austriackiego spisu ludności z 1900 roku w Bujakowie w 134 budynkach na obszarze 651 hektarów (wraz z gutsgebiete) mieszkało 1137 osób, co dawało gęstość zaludnienia równą 174,7 os./km², wszyscy byli polskojęzyczni, 1130 (99,4%) było katolikami a 7 (0,6%) wyznawcami judaizmu.
W czasie okupacji niemieckiej mieszkający we wsi Władysław Porębski udzielił pomocy Żydom, Urszuli, Bolesławie Koniecpolskim, Poli Siedleckiej, Rozalii Gutman, Marianowi Gutman, Elkowi Jakubowicz, Marianowi Jurkowskiemu, Leonowi Grünfeld, Adeli Grünfeld z d. Jurkowska. W 1982 roku Instytut Jad Waszem podjął decyzję o przyznaniu Władysławowi Porębskiemu tytułu Sprawiedliwego wśród Narodów Świata.
W latach 1975–1998 miejscowość administracyjnie należała do województwa bielskiego.

## Transport
Przez wieś przebiega droga krajowa nr 52 łącząca Bielsko-Białą z Głogoczowem. 

## Zabytki
Miejscowość znajduje się w niedalekiej odległości od ruin zamku Wołek.

## Religia
Na terenie wsi działalność duszpasterską prowadzi Kościół rzymskokatolicki (parafia Podwyższenia Krzyża Świętego).

## Sport
We wsi działa klub piłkarski LKS Groń Bujaków.